# 小行星5781
小行星5781（5781 Barkhatova）是一颗绕太阳运转的小行星，为主小行星带小行星。该小行星于1990年9月24日发现。

## 轨道参数
小行星5781的轨道半长轴为2.1363567 UA，离心率为0.039。